# Comuna Priseaca, Olt
Priseaca este o comună în județul Olt, Muntenia, România, formată din satele Buicești, Priseaca (reședința) și Săltănești. Echipa de fotbal a comunei se numeste Unirea Priseaca.

## Demografie
Componența etnică a comunei Priseaca
     Români (91,32%)
     Alte etnii (8,68%)
Componența confesională a comunei Priseaca
     Ortodocși (89,08%)
     Adventiști (1,32%)
     Alte religii (0,54%)
     Necunoscută (9,06%)
Conform recensământului efectuat în 2021, populația comunei Priseaca se ridică la 1.291 de locuitori, în scădere față de recensământul anterior din 2011, când fuseseră înregistrați 1.580 de locuitori. Majoritatea locuitorilor sunt români (91,32%). Din punct de vedere confesional, majoritatea locuitorilor sunt ortodocși (89,08%), cu o minoritate de adventiști (1,32%), iar pentru 9,06% nu se cunoaște apartenența confesională.

## Politică și administrație
Comuna Priseaca este administrată de un primar și un consiliu local compus din 9 consilieri. Primarul, Constantin-Cătălin Drugă[*], de la Partidul Social Democrat, este în funcție din 1 noiembrie 2024. Începând cu alegerile locale din 2024, consiliul local are următoarea componență pe partide politice:
|  | Partid                          | Consilieri | Componența Consiliului | Componența Consiliului | Componența Consiliului |
|  | ------------------------------- | ---------- | ---------------------- | ---------------------- | ---------------------- |
|  | Partidul Social Democrat        | 3          |                        |                        |                        |
|  | Partidul Național Liberal       | 2          |                        |                        |                        |
|  | Alianța pentru Unirea Românilor | 2          |                        |                        |                        |
|  | Uniunea Salvați România         | 1          |                        |                        |                        |
|  | Partidul Puterii Umaniste       | 1          |                        |                        |                        |